# Yamile Dajud
Yamile Lujan Dajud Zuluaga (Buenos Aires, 29 de marzo de 1996) es una modelo y reina de belleza colombo-argentina ganadora del título Miss Universo Argentina 2023.
Yamile actualmente posee el título de Miss Universo Argentina 2023 que obtuvo en agosto de 2023 en la ciudad de San Juan mientras representaba la banda de Río Negro. Esto le da pase directo para representar a Argentina en la 72.ª edición de Miss Universo en El Salvador.

## Biografía
Dajud nació el 29 de marzo de 1996 en Buenos Aires , Argentina en una familia de inmigrantes colombianos de ascendencia libanesa. Su padre, oriundo del Departamento de Sucre, se encontraba estudiando medicina en Argentina cuando ella nació. Su madre es oriunda de la ciudad colombiana de Medellín.  
Años después de su nacimiento, su familia regresa a vivir Colombia donde se desarrollaría su adolescencia y adultez. 
Yamile posee «Luján» como segundo nombre en honor a la catedral argentina en la cual fue bautizada cuando era niña. 
En Colombia obtuvo la formación en Comunicación Social y especialista en opinión pública y mercadeo político.

## Trayectoria en concursos de belleza
En 2021, Yamile Dajud representó al departamento de Sucre en la competencia Señorita Colombia donde obtendría el puesto de Tercera Princesa.
En 2023 es designada por la organización Miss Universo Argentina para representar la banda de Río Negro en el concurso realizado en agosto de ese mismo año. El 6 de agosto finalmente se alza con el título de Miss Universo Argentina 2023 dándole la posibilidad de representar al país en Miss Universo 2023 en El Salvador.
| Predecesor: Bárbara Cabrera             | Miss Universo Argentina 2023   | Sucesor: Magalí Benejam Corthey |
| Predecesor: Micaela Romina Schaerenfäer | Miss Universe Río Negro 2023   | Sucesor: Lola Neirino           |
| Predecesor: Valentina Aldana            | Tercera Princesa Nacional 2021 | Sucesor: Laura Juliana León     |
| Predecesor: María Catalina Hoyos        | Señorita Sucre 2021            | Sucesor: Fabiana Caleño Arrieta |